# Adriano Cristofali

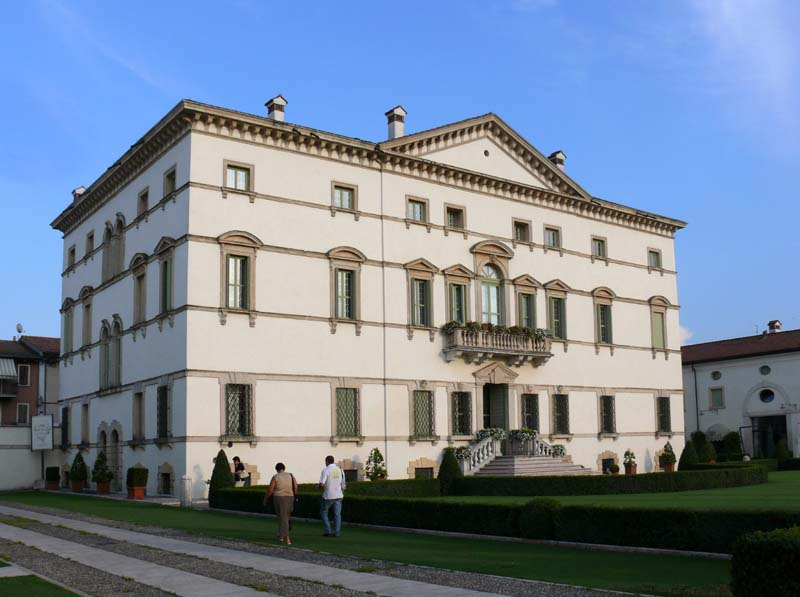
Villa Vecelli Cavriani di Mozzecane, progettata dal Cristofali

Adriano Cristofali o Cristofoli (Verona, 25 marzo 1718 – Verona, 28 gennaio 1788) è stato un architetto e ingegnere italiano, una delle più importanti figure professionali e culturali che animarono Verona nel Settecento.

## Biografia
L'amicizia e l'aiuto del marchese Spolverini, ricco mecenate, gli permisero di perfezionare i suoi studi sotto la guida di vari maestri e di ultimarli con un soggiorno a Roma, allora meta ambita dei cultori delle arti figurative, dove studiò assieme all'architetto e pittore Alessandro Pompei, con il quale strinse una forte amicizia.
L'attività giovanile lo vide principalmente coinvolto nella mansione di ingegnere idraulico a servizio della Repubblica di Venezia: tra il 1748 e il 1754 fu secondo ingegnere dell'Adige e tra lo stesso anno e il 1765 primo ingegnere, mentre dal 1765 fino alla sua morte fu ingegnere del Tartaro. Il primo incaricò lo vide molto impegnato a causa delle frequenti piene del fiume; in particolare a quella rovinosa del 1759 dovette seguire la ricostruzione del ponte Navi e il restauro del ponte Pietra, che diresse Cristofali. Il secondo incarico fu impegnativo in quanto il fiume scorreva, nella seconda parte, in territorio mantovano, causando numerose liti tra Verona e Mantova.

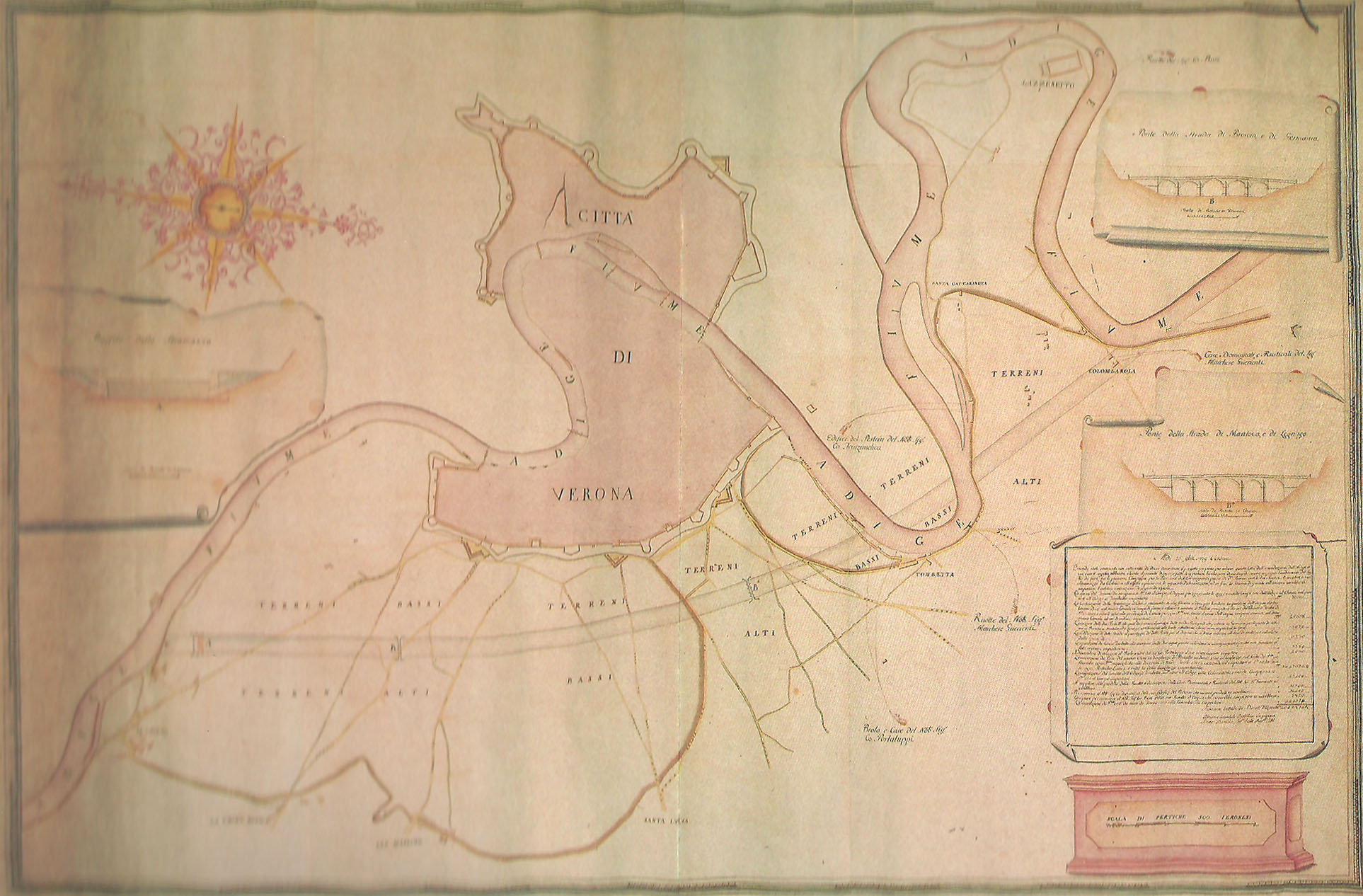
Mappa di Verona del 1776, con il tracciato ipotizzato da Cristofali per un canale scolmatore artificiale

È ricordato, inoltre, per il suo progetto più ambizioso e cioè la costruzione di un canale, posto a sud della città di Verona, che doveva prelevare parte delle acque dell'Adige a monte della città per riversarle in esso più a valle, in modo da risolvere definitivamente il già citato problema delle piene. Tale progetto fu però accantonato per motivi finanziari, e solo un secolo più tardi venne realizzato un canale molto simile, che prese il nome di canale Camuzzoni.
Una volta rientrato da Roma, si impegnò anche nel rilievo dei monumenti romani, come dimostrano molti disegni dell'anfiteatro e del teatro romano veronesi, incisi poi da Dionisio Valesi, che testimoniano il suo interesse per la cultura classica, in una città che d'altronde era ormai permeata dalla cultura illuministica e dalla figura dell'erudito Scipione Maffei.
Nella sua produzione Cristofali non fu particolarmente originale, recuperando il linguaggio sanmicheliano nella progettazione dei palazzi veronesi, che assumevano pertanto un aspetto classicheggiante. Nelle ville che realizzò, invece, preminente fu la componente scenografica, grazie alla collocazione delle strutture in ampi spazi aperti e allo sviluppo longitudinale delle facciate, caratterizzate da un corpo centrale in rilievo e sormontato di statue; uno stile tipico delle ville veronesi già alla fine del Seicento. Piuttosto tradizionalista fu pure nella progettazione e realizzazione di chiese e altari, sia a Verona che nella provincia.

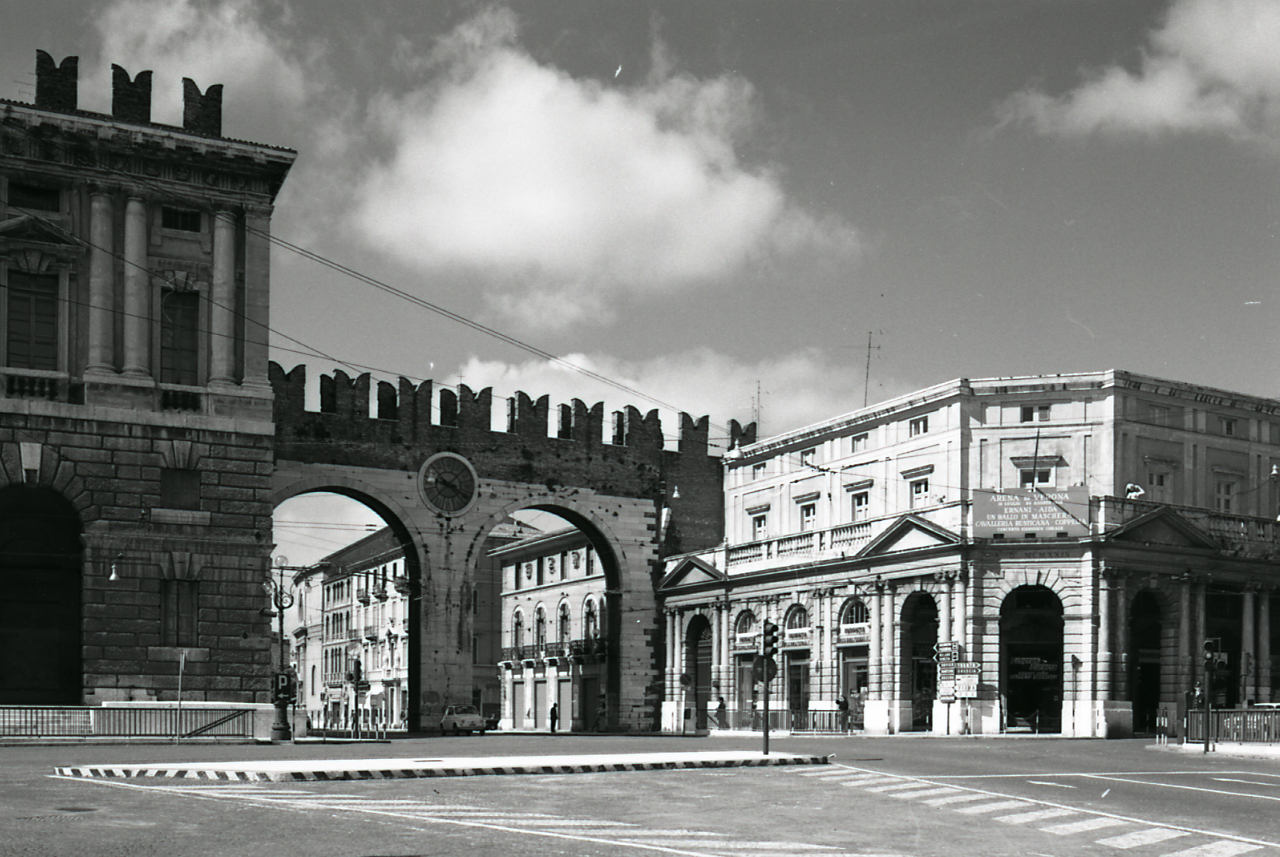
Il porticato del teatro Filarmonico, ultima opera dell'architetto, in una fotografia di Paolo Monti. La sovrastruttura di due piani è un'aggiunta posteriore

La sua ultima opera fu il porticato esterno del teatro Filarmonico di Verona, del 1772, dove, per far dialogare la propria opera con quella monumentale di Domenico Curtoni, la seicentesca Gran Guardia, adottò un linguaggio classico ma contraddistinto dall'interessante soluzione delle colonne binate ioniche a bozze rustiche, di cui non vi erano altri esempi in città.

## Opere
- Villa Vecelli Cavriani a Mozzecane
- Villa Canossa a Grezzano
- Villa Mosconi Bertani a Novare
- Villa Bettoni a Bogliaco
- Chiesa di San Tomio a Verona
- Chiesa di San Pietro Incarnario a Verona
- Chiesa di San Michele Arcangelo a San Michele Extra, quartiere di Verona
- Chiesa di San Pietro Apostolo a Valeggio sul Mincio
- Chiesa di Sant'Andrea Apostolo a Sommacampagna
- Municipio di Sommacampagna
- Porticato del teatro Filarmonico